# Nicolas Bratza

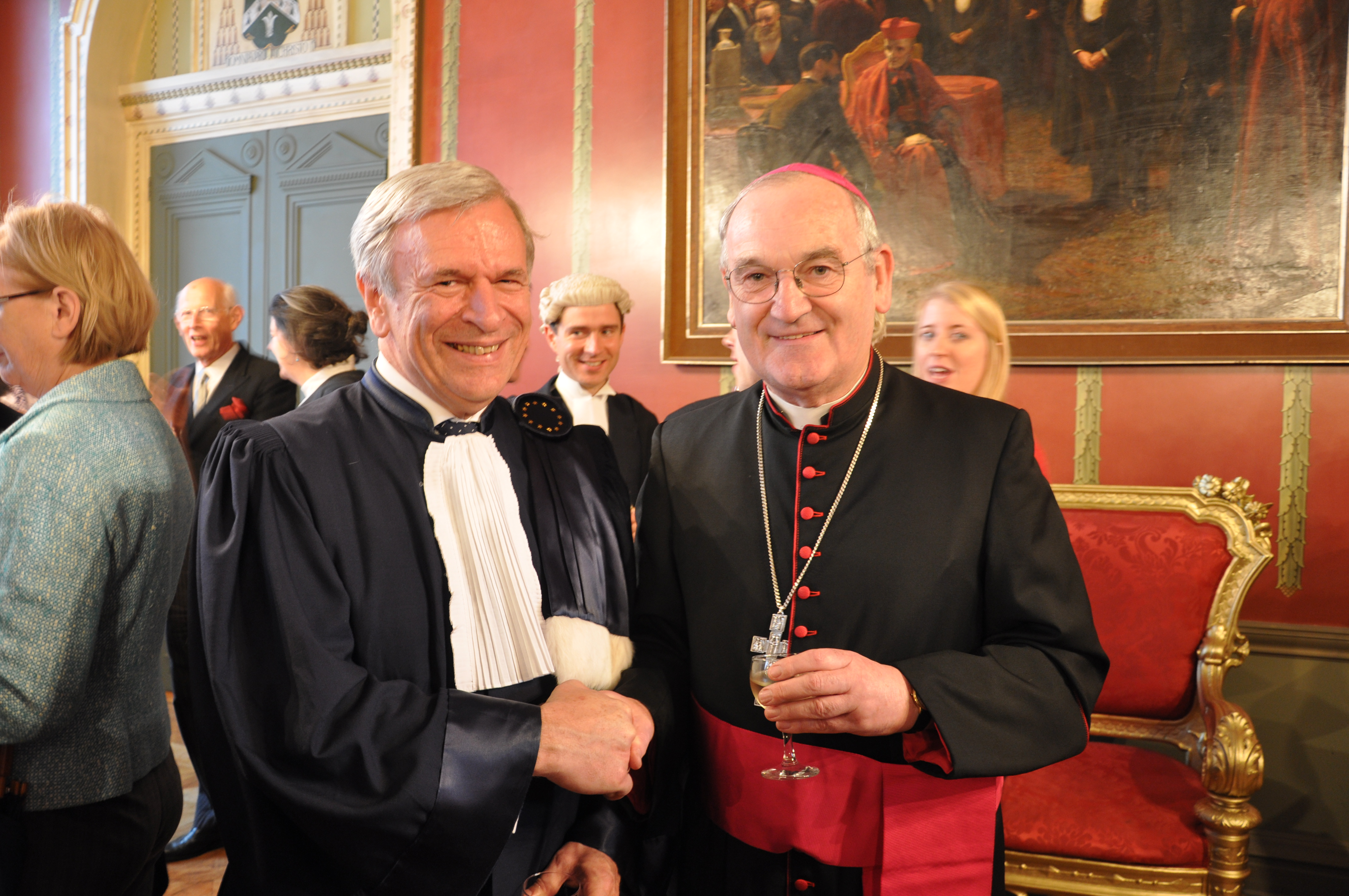
Sir Nicolas Bratza (links) mit dem Erzbischof von Cardiff, George Stack am 1. Oktober 2010

Sir Nicolas Dušan Bratza (* 3. März 1945 in Cheam) ist ein britischer Jurist serbischer Abstammung. Vom 1. November 1998 bis zum 31. Oktober 2012 war er Richter am Europäischen Gerichtshof für Menschenrechte für das Vereinigte Königreich. Vom 4. November 2011 bis zum 31. Oktober 2012 amtierte er als Präsident des Gerichtshofes.

## Leben
Nicolas Bratza war Sohn von Milan Bratza, einem serbischen Konzertviolinisten. Seine Eltern ließen sich nach dem Ersten Weltkrieg in London nieder. Seine Mutter entstammt der Russell-Familie, die unter anderem mit Charles Russell einen Lord Chief Justice hervorgebracht hatte. Nicolas ging am Wimbledon College, einer staatlichen Jesuiten-Schule, zur Schule. Am Brasenose College studierte er Jura. Nachdem er seinen Bachelor erhalten hatte, lehrte er für zwei Jahre an der University of Pennsylvania. 1969 wurde er als Rechtsanwalt an der Anwaltskammer Lincoln’s Inn zugelassen.
1988 wurde er zum Kronanwalt ernannt. Zum Richter am Crown Court wurde er 1993 berufen. Im selben Jahr wurde er als Vertreter des Vereinigten Königreiches in die Europäische Kommission für Menschenrechte berufen. 1998 wurden die Aufgaben der Kommission vom Europäischen Gerichtshof für Menschenrechte übernommen. Bratza wurde als Vertreter des Vereinigten Königreiches an den Gerichtshof gewählt. Sein Amt trat er am 1. November 1998 an. Kriterium für diese Wahl war jedoch, dass er ein Richteramt in seinem Heimatstaat innehat. Zu diesem Zweck wurde er zum Richter am High Court of Justice in seiner Heimat ernannt. Ebenfalls 1998 und erneut 2001 wurde er als einer von Sektions-Vorsitzenden gewählt. Am 5. März 1999 wurde er zum Knight Bachelor geschlagen und führt seither das Adelsprädikat „Sir“. 2004 wurde er sowohl als Mitglied für das Vereinigte Königreich als auch als Sektions-Vorsitzender wieder gewählt. Ab dem 19. Januar 2007 war er einer der beiden Vizepräsidenten des Gerichtshofes. Am 4. Juli 2011 wurde Bratza zum Präsidenten des Gerichtshofes gewählt. Dieses Amt trat er am 4. November 2011 an. Seine Amtszeit endete am 31. Oktober 2012.

## Auszeichnungen
Im Juni 2007 erhielt er von der University of Glasgow die Ehrendoktorwürde.